# Manj masivna zvezda
Izraz manj masivna zvezda pomeni zvezdo, ki je približno tako masivna, kot je naše Sonce ali manj. Gre lahko za zvezdo spektralno-sevalnega razreda od G0 V do K1 V (najbolj vroče »oranžne pritlikavke«), pa vse do najhladnejših in najmanjmasivnih zvezd rdečih pritlikavk (M9 V).
Vsekakor gre za zvezdo, v kateri na stopnji pritlikavk oz. »zvezd glavne veje« reakcije zlivanja vodika v helij potekajo preko niza reakcij proton-proton, kar pomeni, da je zgornja meja takšne zvezde natanko 50 odstotkov več kot znaša masa našega Sonca. Manj masivne zvezde se na koncu svoje življenjske poti napihnejo v podorjakinje, postanejo rdeče orjakinje (če imajo maso najmanj 0,4 Sonc) in na koncu preidejo stopnjo »planetarne meglice« in se ponovno rodijo kot vroče zvezde bele pritlikavke (sevalni razred VII). Tudi te se na koncu ohladijo in postanejo »črne pritlikavke«. Če bi v bližini Osončja našli eden takšen primerek, bi bila trenutna starost vesolja nepredstavljivih najmanj 98 milijard let.